# Love Monster
Love Monster (ラブ·モンスター Rabu Monsutā) - Quái vật đáng yêu thuộc series truyện thể loại shōjo manga của tác giả Riko Miyagi. Nó được xuất bản tại Nhật Bản bởi nhà xuất bản Shueisha từ năm 2002 tới năm 2006 bao gồm 12 tập. Tại Việt Nam, bộ truyện được xuất bản bởi nhà xuất bản Văn hóa Thông tin với tên "Quái vật đáng yêu".

## Mở đầu câu truyện
Hiyo Osora - 15 tuổi - thi trượt kì thi tuyển sinh vào trường cấp 3, nhưng một cách nào đó, cô nhận được một lá thư kì lạ, chấp nhận cô vào trường SM Academy (Saint Monster Academy) - ngôi trường mà cô không hề biết về nó và cũng không đăng ký vào. Vì nghĩ rằng cha cô, một cựu học sinh của trường đã gửi thư giới thiệu, cô quyết định đi học ở ngôi trường này.
Khi cô mới đến trường, trong lúc bị phân tán tư tưởng vì lạc trong rừng và cánh đồng hoa được tạo tạo ra nhằm đánh lạc hướng những người khách lạ, hai người đội mũ trùm đầu (Yuki & Jiro) chộp lấy cô và đưa cô đến chỗ của hội trưởng hội học sinh, Kurou Tenma. May mắn thay, tất cả những việc xảy ra chỉ là cách chào đón học sinh mới của trường.
Cô bất ngờ nhận ra, dưới hình dáng con người của những học sinh ở đây là những quái vật ngụy trang. Cú shock tiếp theo, đó là Kurou tuyên bố với mọi người trong trường rằng cô là vợ sắp cưới của mình. Cô shock tới nỗi ngất xỉu tại chỗ. Khi tỉnh dậy, cô nhận ra rằng mình đang ở một chỗ rất "riêng biệt" và phòng của cô và Kurou thông nhau trong một tòa tháp mà hai người họ ở trên tầng cao nhất, muốn lên đó hay muốn thoát khỏi Kurou thì chỉ có cách duy nhất là đi theo một cầu thang xoắn ốc với chặng đường dài kinh khủng.

## Các nhân vật

### Các nhân vật chính

#### Hiyoko Osora
Hiyo Osora,15 tuổi, theo học tại trường SM Academy (Saint Monster Academy). Nhóm quái vật mà cô thuộc là Quạ - ở thế giới quái vật, Quạ được xem là có quyền lực nhất, đặc biệt hơn, cô là Quạ trắng, được xem là huyền thoại nay lại xuất hiện. Cô chỉ là nửa quái vật do thừa hưởng từ cha cô Shou Osora, và phân nửa còn lại từ mẹ cô, một con người. Cha mẹ cô đã ly dị từ rất sớm vì cha cô mãi mãi mang bộ mặt "búp bê" và bộ dạng của một học sinh cấp 3 vì ông không thể thay đổi (sau khi đã phát triển tới một mốc cố định, tất cả các quái vật sẽ không "già" đi nữa!).
Cuộc sống của Hiyo luôn gặp nguy hiểm bởi có rất nhiều kẻ muốn có được chiếc lông trắng của cô - thứ được cho là có thể khiến người sở hữu nó đạt được bất kì điều gì mình muốn. Người luôn cứu cô vào những lúc như thế là Kurou. Mặc dù lúc đầu cô rất ghét anh ấy, nhưng dần dần cô nuôi dưỡng một tình cảm đặc biệt dành cho anh, nhưng cô luôn phủ nhận rằng mình là vợ sắp cưới của anh ấy! Kurou đã từng hỏi Hiyo rằng liệu anh có thể gọi cô là Hiyo không và cô đồng ý. Sau này cô cũng không phủ nhận cảm xúc của mình về anh như lúc mới gặp nhau nữa.
Cô cực kì thích thức ăn (nhất là bánh bao hình quả đào), trò chơi điện tử, và tất cả những thứ gì nhìn dễ thương. Trớ trêu thay cô lại mắc chứng sợ độ cao; cô cứ mãi sợ như thế cho đến khi cô đến SM Academy vì cô không biết mình có cánh.
Hiyo không biết rõ về quá khứ của mình (đó là lý do tại sao cô không biết / nhớ cách bay) vì cô đã bị một phù thủy rất mạnh xóa / phong ấn các ký ức tuổi thơ của cô.
Hiyo được rất nhiều người yêu thích, trong đó có thể kể đến Hội phó Hội học sinh Yamata, Hội trưởng hội học sinh trường Hyakki Academy Haine, L Bradford,... nhưng người duy nhất mà cô ấy yêu là Kurou. Lý do chủ yếu mà họ yêu thích cô là vì cô nhân hậu và sẵn sàng hi sinh vì người khác dẫu cho cô là con Quạ trắng huyền thoại. Ví dụ điển hình là trong những chapter gần cuối, khi K làm vỡ tung cửa kính phòng hiệu trưởng và lao vào nói với cô dẫu bản thân đang bị thương rất nặng rằng L đang gặp nguy hiểm. Cô đã không ngại đến tận lâu đài của L ở Anh. Mọi người ở đó làm những việc bí hiểm, ngay cả J. Hiyo phát hiện ra rằng L đã bị ông của mình A chiếm giữ thể xác. Cô bị A hút máu và Kurou đã lao vào cứu cô. Khi mọi việc trở nên không kiểm soát được, linh hồn của L vẫn còn trong thể xác đã giết chết ông mình.
Mọi thứ bắt đầu kì lạ khi cô trở về trường, bắt đầu từ L biến mất vào hư vô, sau đó nhiều người nữa cũng lần lượt như thế và những người còn lại như bị xóa đi ký ức về những người đã biến mất. Chính vì thế, mẹ của Kurou, Miyako Tenma đã đến định giết chết Hiyo vì cô ấy là người duy nhất có thể đánh bại Demon King, khi cô chết đi, Demon King cũng sẽ chết như một sự song hành; nhưng Kurou đã đến cản, vì thế, cả cha Kurou khi đến can ngăn Miyako lẫn Miyako và những người khác đều lần lượt biến mất. Hiyo phải lựa chọn giữa việc giết chết Demon King - Kurou để cứu thế giới của Quái vật và Con người, hoặc chung sống với Kurou. Cuối cùng, Hiyo đã đập vỡ thanh gươm dùng để giết chết Kurou, tất cả lông vũ trên cánh cô đều biến mất, nhưng cô đã kịp giữ lại một cọng cuối cùng và dùng nó để ước cho mọi thứ quay lại cùng với Kurou. Họ đã tạo ra một thế giới mới, một thế giới mà cả Quái vật lẫn Con người sống chung trong hòa bình, hạnh phúc.

#### Kurou Tenma
Kurou Tenma, 15 tuổi, học tại SM Academy. Anh ấy cũng thuộc nhóm Quạ, nhưng khác với Hiyo, đôi cánh của anh ấy chỉ là màu đen bình thường. Kurou có một con quạ tên Eigatsu, chú quạ này anh đã có từ khi còn nhỏ và cũng là bạn của cả Hiyo (khi chưa biết chú quạ này là của Kurou, Hiyo đã đặt tên cho chú là Kalasu). Anh ấy là người tự tin, khỏe mạnh và đôi khi hơi tự mãn với bản thân. Anh được coi là một trong những Hội trưởng hội Học sinh mạnh nhất mọi thời đại (mạnh nhất là cha của Hiyo - Shou). Anh ấy yêu Hiyo hơn cả bản thân và thề sẽ luôn bảo vệ cô.
Anh ấy có một khoảng cách rất lớn đối với gia đình, trừ ông nội của anh ấy. Lý do của việc đó là khi còn nhỏ, đôi cánh của anh ấy không mọc và mọi người chối bỏ anh ấy, vì thế ông nội đã đưa anh ấy về nuôi. Khi Kurou 3 tuổi, anh ấy gặp Hiyo. Khi anh mất tất cả niềm tin vào sự sống còn và ngày một yếu dần đi (vì anh mãi không mọc cánh và bị gia đình chối bỏ). Hiyo đã muốn được kết bạn với anh và anh từ chối. Sau đó cô quay lại và bảo rằng cô sẽ làm cô dâu của anh - anh bị thuyết phục! Sau đó họ leo lên một ngọn núi. Khi lên đến đỉnh, Hiyo vấp ngã và rơi xuống, đó là lần đầu tiên cánh Kurou (lẫn Hiyo) mọc ra khi anh lao theo cô để cứu cô. Sau khi gặp Hiyo, anh lấy lại được niềm tin vào cuộc sống và luôn tin rằng Hiyo đã cứu anh.
Kurou  là Demon king vì sức mạnh khủng khiếp không thể tin được khi Kurou nổi giận (nhất là khi Hiyo gặp nguy hiểm). Anh ấy có thể phá hủy mọi thứ anh ấy muốn và có thể không để ý tới thực thế. Đối với Kurou, Hiyo là người quan trong nhất và anh ấy sẵn sàng làm tất cả để cứu cô dẫu cho có nguy hiểm tới tính mạng của mình. Kurou thường bảo vệ Hiyo một cách "thái quá" và rất hay ghen. Trong những chapter gần cuối, Kurou đã muốn mạnh hơn để bảo vệ Hiyo. Anh ấy muốn bảo vệ Hiyo tới mức sẵn sàng phá hủy nhân loại để không ai có thể làm tổn thương cô. Nhưng cuối cùng, anh ấy dừng ý tưởng phá hủy thế giới lại để anh ấy có thể cùng sống với Hiyo và gia đình, bạn bè anh ấy.

#### Jiro Gin
Jiro Gin là bạn thân của Kurou. Lúc đầu Kurou nghĩ rằng bạn mình là một con chó dựa vào đôi tai của anh ấy, khi ấy họ mới 6 tuổi. Hình dạng thật của Jiro là một con chó Sói. Mọi người thường gọi anh ấy là Jin. Cũng như Kurou, Jin cũng thích bắt nạt người khác, nhất là những kẻ  nhỏ, yếu. Mặc dù vậy, anh ấy cũng là người nhân hậu, luôn động viên mọi người. Jin có đầu óc rất đơn giản và biết khá nhiều về Kurou vì cùng lớn lên với nhau. Jin cũng là học sinh năm nhất giống Kurou và Hiyo tại SM Academy. Ngoài ra, khi bị kích thích hay nghĩ về Hiyo - một người mà anh yêu mến, đôi tai của anh ấy sẽ xuất hiện. Trong một phần phụ lục, lần đầu tiên Jin gặp Yuki là năm đầu ở SM. Anh ấy đã nghĩ rằng Yuki là một cô gái và gọi anh ta là tình yêu đầu đời của mình. Ảo giác chấm dứt khi Yuki cởi áo ra!
Cha anh ấy là Hội phó hội Học sinh cùng thời với cha Hiyo (có lời đồn rằng cha anh ấy là Hội phó mạnh nhất của SM). Ông ấy cũng là bạn của cha Hiyo và mẹ Yuki. Ngoài ra, mẹ của Jin thật ra là một con Cáo chứ không phải Sói và là dì của Yuki.
Vào kì nghỉ hè, anh thừa nhận rằng anh thích Komugi (một người bạn con người của Hiyo) vì thế Kurou bảo anh nên hẹn hò với cô ấy. Sau đó (trong một sự kiện khác) Gin cứu Komugi từ một ngôi nhà đang đổ nát và cả hai trốn ra biển với nhau.

#### Yuki Snow-White
Yuki cũng là bạn thân của Kouro. Anh ấy là một quái vật đến rừ Bắc Âu thuộc nhóm Người tuyết. Anh rất nổi tiếng đối với các cô gái và bị đuổi khỏi trường cũ khi cố quyến rũ cô giáo. Anh ấy thường rất bình tĩnh và giống như Jin và Kurou, anh ấy cũng rất mạnh mẽ. Anh ấy có thể làm đông cứng người khác bởi cái nhìn "đắm đuối" của mình. Ngoài ra, Yuki thích việc chọc phá người khác.
Mẹ anh từng là nữ hoàng của ký túc xá nữ khi còn học ở SM và cũng là nữ hoàng đẹp nhất trong lịch sử nhà trường. Sau khi cưới cha anh, họ thường đi khắp nơi trên thế giới và chỉ thỉnh thoảng ghé thăm anh.
Yuki biết K Bradford từ khi còn học ở trường SM chính (trường các nhân vật học hiện giờ chỉ được xem là một chi nhánh!), K ghét Yuki vì anh ấy dễ gây ấn tượng với các cô gái hơn K.

### Các giáo viên

#### Head Director - Hiệu trưởng
Không ai biết ông ấy tên gì, kể cả sự xuất hiện của ông ấy cũng chỉ là sau 2/3 câu chuyện. Có lời đồn không xác thực cho rằng ông ấy đã hơn 800 tuổi. Ông thích uống trà và nói chuyện cùng Hitomi, vì bà của cô ấy từng là bạn của ông và có vẻ như cô ấy rất giống bà mình. Ngoài ra có vẻ ông ấy thích đồ ngọt.
Ở những chapter gần cuối, ông có đề cập đến việc tại sao ông sống quá lâu, đó là vì ông phải trả giá vì những tội ác trong quá khứ và có vẻ ông không còn là Quái vật nữa mà là một con Ma.

#### Semu
Anh ấy là một bác sĩ của trường SM. Anh ấy có hàng đống đồ chơi, những thứ giống như là người làm việc cho anh. Mặc dù anh như là một cậu bé dễ thương, nhưng mỗi khi anh thấy một cô gái, anh thường biến thành một người lớn. Bất kì ai nhìn vào mắt anh ấy khi đó đều biến thành tượng đá (để trở lại bình thường thì chỉ có cách là đổ nước sôi lên tượng). Anh thật ra là hậu duệ của Medusa. Semu, Hitomi, và Miyako đều có những bộ sưu tập thú nhồi bông "hoành tráng".

#### Bakumin
Một người chuyên ăn những giấc mơ. Ông từng cứu Hiyo khỏi một đám lưu manh khi cô đi lạc ở một khu chợ. Sau này ông trở thành một giáo viên ở trường cô, và một lần nữa giúp cô khi ăn ác mộng của cô khi cô bất tỉnh trong lớp.

#### Kamako
Giáo viên của trường SM. Thực sự "cô" ấy là một người chuyển giới và có sở thích là chỉ nghe giọng của con trai, đàn ông!

### Hội học sinh

#### Tsurugi Yazaki
Hội phó hội Học sinh. Hình dạng thật của anh ấy là rắn. Buồn thay cho anh ấy, dẫu cho có cố gắng bao nhiêu, anh ấy chỉ luôn về nhì, thua cả Kurou và The Queen. Yamata thường cầu xin Kurou tập trung vào công việc hành chính, thỉnh thoảng dùng lý do đó để được gần bên Hiyo. Thực ra Yazaki rất đẹp trai khi không đeo kính và không để kiểu tóc được coi là chính chắn của mình. Anh ấy cũng rất thích Hiyo. Cô ấy cho rằng anh ấy thú vị và thường thích đi chơi, chơi video games và coi phim với anh ấy.

#### Issori Usukuchi
Tổng thư ký hội Học sinh, học sinh năm 3. Anh ấy là một Ittan-momen (một hồn ma trong văn hóa Nhật).

#### Makio Kawamura
Kế toán của hội Học sinh, học sinh năm 2. Anh ấy là một Kappa, do đó anh ấy rất ghét những điều kiện khô (điển hình nhất là sợ máy sấy tóc). Anh ấy là học sinh giỏi nhất trong các học sinh năm 2.

### Các học sinh khác

#### Maki Tamaki
Maki thực chất là một nàng mèo và rất thích Kurou. Cô ấy có thể thay đổi hình dạng thành bất kì ai cô ấy muốn, nhưng dẫu có thay đổi thì cô ấy vẫn thường bốc mùi tanh của cá!
Cô ấy rất hay ghen với Hiyo và mắc kẹt với điều đó. Sau này, cô ấy mới cho Hiyo biết rằng cô không hoàn toàn thích Kurou, cô đơn giản chỉ thích bất kì ai là Quạ. Khi mọi người phát hiện ra rằng Hiyo là con quạ trắng huyền thoại, cô đã không ngại ngần xưng là bạn thân của Hiyo. Thậm chí khi cô gặp cha của Hiyo, cô cũng đã yêu cầu bạn mình giới thiệu ông ấy cho cô.

#### Haitani Tadao
Anh ấy là nô lệ của Tamaki và cô ấy gọi anh là Aichu. Anh ấy là một con chuột và mọi người thường chọc anh ấy vì điều đó, nhưng có vẻ anh ấy thích Tamaki.

#### Hitomi
Được xem là người bảo vệ cho ký túc xá nữ. Mặc dù được nhận vào SM Academy từ 100 năm trước nhưng cô chưa bao giờ đi học. Cô đã từ chối việc rời khỏi ký túc xá nữ vì đối với cô, phòng dành cho khách ở đó quá thoải mái. Chỉ có The queen hiện tại và tương lai có thể nhìn thấy cô.
Cô thích Hiyo và muốn cô ấy chơi cùng cô mãi mãi. Cô thỏa thuận với Kurou rằng nếu Hiyo nói rằng cô ấy thích anh ấy, cô sẽ để cô ấy đi, nếu không, Hiyo sẽ bị giữ lại đó mãi mãi. Nhưng Hiyo không thể quyết định và lao ra khỏi Invincible Guarding Barrier (rào chắn vô hình) của Hitomi trước sự sửng sốt của mọi người bởi ngay cả The Queen cũng không thể làm gì được rào chắn ấy nhưng cô ấy lại làm được dễ dàng. Sau sự kiện đó, cô đi học để ở gần với Hiyo. Cô chỉ tỏ ra tốt bụng với Hiyo, còn với người khác, cô luôn yêu cầu sự tôn trọng dựa vào tuổi của cô mặc dù dáng vẻ bên ngoài của cô như một học sinh cấp 1, 2 dễ gây hiểu lầm.
Cô ấy trẻ con không chỉ hình dáng mà cả tính cách, ví dụ như cô sưu tập rất nhiều thú nhồi bông hay những buổi tiệc trà. Hitomi, Miyako, và Semu như có sự kết nối dựa vào sở thích chung của họ là thú nhồi bông.

#### Yatsude Keiko
The Queen của ký túc xá nữ. Cô ấy trông có vẻ như là người chị của Hitomi. Các học sinh khác gọi cô là "Spider" (nhện) dựa vào khả năng phóng ra tơ nhện của cô. Khi đọc ở những chapter có sự xuất hiện lần đầu tiên của Keiko, thực ra đó chỉ là một người khác (chị em của Tamaki) giả làm cô trong khi cô vắng mặt. Cô ấy xinh đẹp, làm say đắm bao nhiêu chàng trai lẫn học rất giỏi, một đối thủ trong học tập của Yazaki.

#### Koma Inukami và Mako Inukami
Một cặp chị em song sinh. Koma có tóc màu sáng và thường buộc tóc bím ở phía bên trái còn Mako thì ngược lại, tóc màu đậm và buộc bên phải. Cả hai đã cố lấy lông vũ của Hiyo để giúp bạn của họ, Konta trở thành người lớn. Họ đều là những linh hồn chó.

#### Konta Inari
Koma là "bạn thân" (nô lệ) của cặp sinh đôi. Anh ấy là một con Cáo, nhưng anh ấy có vấn đề về lòng tự trọng. Anh ấy được sinh ra là một con cáo thuần chủng nhưng chỉ thừa hưởng phân nửa sức mạnh từ đó. Nhưng một khi anh có thể biến thành người lớn, anh ấy cũng rất mạnh.
Khi anh ấy cứu Hiyo từ cặp sinh đôi, anh ấy biến thành hình dáng quái vật thật của mình (đó là lần đầu tiên điều đó xảy ra), đến nỗi cặp sinh đôi đã thất vọng khi không biết rằng hình dáng thật của anh lại đẹp trai như vậy. Khi Kurou đến với Yuki và Jin, anh đã bắt cóc Hiyo vì anh thích cô và không muốn mất cô. Anh trốn vào một tấm gương, dẫn đến một chiều không gian mà chỉ có loài Cáo mới đến được. Anh biến Hiyo thành cô dâu vì theo truyền thống là khi một con Cáo trưởng thành, nó phải mang một cô dâu về nhà. Nhưng anh lại biến lại thành hình dáng con nít của mình vì tâm hồn anh vẫn chưa trưởng thành.
Kể từ sự kiện đó, anh trở thành một nhân vật hỗ trợ. Anh chính là người đã mở cửa thời gian đưa đến thế giới con người khi Hiyo bỏ đi và làm cho Gin vô tình bắt cóc nhầm Komugi.

### Gia đình Tenma

#### Hayate Tenma
Hayate là anh trai của Kurou, một người luôn muốn có mọi thứ từ em mình vì tin rằng Kurou phải chết. Hayate sẵn sàng làm tất cả để được mẹ mình chú ý, nhưng vì các anh em khác thường vượt qua anh dễ dàng nên anh ấy không may mắn lắm. Anh ấy thích "cô" Kamako nhưng có vẻ anh ấy không nhận ra "cô" ấy là một người chuyển giới và cũng chẳng ai nói với anh cả!.

#### Chiya Tenma
Chiya Tenma là một con quạ bướng bỉnh và có những mong muốn mạnh mẽ với đôi cánh đen. Chiya có khả năng xóa trí nhớ người khác. Cô ấy giống như là một pop idol trong thế giới của quái vật cùng với cô bạn Totoko(một tiên cá). Sau này mọi người biết rằng cô ấy là em của Kurou, người bị tách khỏi anh trai sau khi sinh. Cô học tại Hyakki Academy. Cô và Totoko là bạn thân của Haine.
Cô yêu Kurou từ cái nhìn đầu tiên và đã yêu cầu cha mẹ sắp xếp cuộc hơn nhân cho cả hai (trong thế giới quái vật, người trong gia đình có quyền kết hôn với nhau để bảo đảm quyền lực và thế hệ tương lai cho gia đình!). Cô dừng mọi chuyện lại và quyết định quay về trường cũ sau khi cảm thấy lạ khi lúc nào Kurou cũng chỉ chọn Hiyo chứ không phải cô. Cô có vẻ ghen với mối quan hệ giữa hai người đó lúc đầu, nhưng sau cùng cô bỏ cuộc. Thực sự cô thích Haine nhưng anh ấy chỉ xem cô là bạn.

#### Crow King
Ông nội, người đã nuôi lớn cả Kurou lẫn cha Hiyo. Khi ông còn trẻ, ông đã chống lại quyết định để cho Kurou chết và mang anh ấy về nuôi vì ông thích chăm trẻ con. Mặc dù lúc đầu nhìn ông không giống một con quạ lớn, nhưng ông lại rất mạnh. Ông là người đã huấn luyện Kurou và chấp nhận anh ấy dù (lúc đầu) anh không có cánh.

#### Miyako Tenma
Miyako được biết như là Night Priestess (nữ tu bóng đêm), vị thần mạnh nhất phương Đông, người có thế nhìn được quá khứ và tương lai tất cả mọi người, trừ bản thân, Shou và Hiyo.
Bà ấy là vợ của Yasha Tenma và mẹ của Hayate, Kurou và Chiya. Do thực tế là mọi người tôn sùng bà như một vị thần, Miyako thường xúc phạm bất kì ai bà không thích, kể cả vợ cũ và con gái của Shou. Bà có vóc dáng nhỏ bé, nhỏ hơn cả Hiyo, và hành động như con nít ở nhiều tình huống. Miyako cũng có cánh, nhưng cánh của bà chỉ xuất hiện khi thật sự cần thiết. Ở hai chapter cuối, bà tiết lộ bà là Nữ thần tạo ra thế giới này.
Miyako có một tình cảm chân thành dành cho cha Hiyo, nhưng Shou luôn khẳng định rằng Miyako yêu Yasha. Tình cảm bà dành cho Shou xuất phát từ việt cô không thể thấy quá khứ và tương lai ông ấy, cho thấy ông ấy mạnh hơn bà.
Bà nói rằng bà không có cảm xúc nào dành cho chồng hay con cái, nhưng thực ra bà lại muốn giết Hiyo thay vì Kurou để cứu con mình; bà cũng để Yasha rời đi để bảo vệ ông ấy tránh khỏi những nguy hiểm có thể xảy ra. Ngay từ lần đầu gặp Yasha, bà đã biết sẽ có ngày bà giết chết ông và cố giữ khoảng cách nhưng ông ấy là người đầu tiên bà gặp không sợ bà. Khi bà cố giết Kurou sau khi anh ấy biến thành Demon King, Yasha đã dừng bà ấy lại, xin bà hãy tin vào con trai họ và chết. Sau khi thế giới mới được tạo thành, hai người họ đoàn tụ.

#### Yasha Tenma
Cha của Kurou, Hayate và Chiya. Yasha là anh trai của Shou Osora nhưng không phải anh ruột. Chính ông là người tìm ra  Shou khi ông ấy bị thương lúc họ còn nhỏ và đã đem ông ấy về nuôi.
Hai anh em họ rất thân thiết với nhau cho tới khi ông gặp Dark Priestess, Miyako. Yasha yêu bà ấy từ cái nhìn đầu tiên. Không may là ông bị từ chối tình cảm, vì tình cảm Miyako dành cho Shou. Mặc dù vậy, Shou từ chối Miyako vì bà quá trẻ con, nhưng thật ra ông ấy biết tình cảm Yasha dành cho bà ấy. Ông luôn coi Shou là kẻ đã phản bội (vì làm tổn thương vợ mình và dám lấy một con người).
Ông phản đối cuộc "đính hôn" của Kurou và Hiyo và có một mối hận với con người vì chính họ đã giết chết mẹ ông. Yasha yêu Miyako vô điều kiện và sẵn sàng rời bà ấy khi bà ấy nói rằng đã quá mệt mỏi với ông. Ông là người đã cứu Kurou khi Miyako sắp giết anh ấy, đơn giản bởi vì đó là con ông và Miyako. Ông chết trong vòng tay Miyako như bà đã thấy, nhưng họ đoàn tụ lại ở thế giới mới.

### Những nhân vật khác

#### Shou Osora
Shou là cha của Hiyo và từng là Hội trưởng hội Học sinh mạnh nhất ở SM Academy. Ông rất vui vẻ, khiêm tốn và luôn tin rằng Hiyo và Kurou nên thuộc về nhau mặc dù nhiều người không tin. Chính Kurou là người cho mọi biết rằng ông là Hội trưởng hội Học sinh mạnh nhất (mạnh hơn cả cha anh ấy) ở trường (nhiều người còn tin rằng ông ấy là quái vật mạnh nhất!).
Thực tế, ông rất sợ rằng trong thời gian chơi trò đi tìm kho báu giữa hai trường SM và Hyakki Academy, Hyakki sẽ lập tức bỏ cuộc mà không cần chiến đấu (ông thường yêu cầu một cách rất lịch sự, "đáng yêu" học sinh ở đó rằng hãy đưa kho báu cho ông và mọi người ở đó lập tức làm theo - có lẽ vì họ sợ sức mạnh của ông!).
Bộ dạng giống học sinh cấp 3 của ông là nguyên nhân ông và Kyoko ly dị dù ông vẫn luôn yêu bà ấy. Kyoko là lý do ông không biến thành Demon King và phá hủy thế giới như ông muốn khi còn nhỏ. Thực ra ông không có họ (dẫu được nhà Tenma nhận nuôi), vì thế khi còn nhỏ, chính Kyoko đã bảo ông hãy lấy họ của mình, từ đó ông mới có tên là Shou Osora. Ông gần gũi với Hiyo và có một mối quan hệ tốt với Kurou.
Trong chương cuối, mọi người mới vỡ lẽ ra rằng ông ấy là một con Quạ 10.000 năm tuổi và có đôi cánh bên đen bên trắng, những thứ mà ngay cả Miyako cũng không giải thích được, và làm mọi người tin rằng ông ấy là một vị thần. Trong thế giới mới, ông và Kyoko kết hôn và không ly dị nữa.

#### L Bradford
L là một Vampire (Ma cà rồng) đến từ SM University cùng với hai người em họ, J và K Bradford. Họ đến SM Academy thật chất là vì muốn tìm Quạ trắng -
Hiyo. Ở chapter 51, Hiyo và anh ấy bị lạc trong một hang động và anh ấy đã không làm chủ được bản thân, hút máu cô ấy (trước đó anh chỉ hút máu của J và K Bradford), anh ấy đã hút rất nhiều khiến Kurou và những người khác đều nghĩ rằng Hiyo sẽ thành vampire, Kurou tức giận và xé cánh anh ấy, nhưng may mắn là cuối cùng Hiyo vẫn là Quạ trắng trong sự sung sướng của mọi người. 
Anh ấy yêu Hiyo. Giống như Haine, L bị Kurou coi thường và sẵn sàng làm tất cả để giữ L cách xa Hiyo, càng chứng minh rằng rất khó khi Hiyo bảo với anh ấy rằng cô sẵn sàng cho anh hút máu.
Trong những chapter gần cuối, anh ấy thật sự trở thành trưởng tộc Vampire, nhưng chú của anh ấy, tộc trưởng đương thời đã làm điều gì đó với anh. Ở phần kết chapter 73, anh ấy đã hút rất rất nhiều máu của các vampire nữ khác và bảo rằng họ không thể nào làm thỏa mãn anh, chỉ có cô dâu "trắng" mới làm được điều đó. Sau đó anh trở nên lớn hơn và độc ác hơn bản chất thật sự của anh ấy. Anh tự xưng là người xứng đáng trở thành Demon King hơn Kurou. Thực chất, đó là do A - chú của L, K và J, đã sử dụng thân xác và hấp thụ linh hồn của anh ấy (đối với A, L được sinh ra giống như một bản sao của ông ấy, dùng cho mục đích đầu thai). Sau cùng, L đã giết chết chú mình và trở lại như cũ.

#### K Bradford
K là em họ của L. Anh ghét Yuki vì các cô gái thích Yuki hơn anh. Anh cũng đã lên kế hoạch bắt cóc Hiyo cho riêng mình, nhưng sau đó, anh và J đều bỏ đi.
Mẹ anh ấy là một con người, cha là vampire. Anh tôn thờ L vì anh ấy không quan tâm đến xuất thân con người của mẹ anh.
Anh thích Kinuko, Queen của ký túc xá nữ. Trong những chương gần cuối, anh làm vỡ cửa sổ phòng hiệu trưởng vào lao vào giữa cuộc đối thoại giữa hiệu trưởng, Kurou và Hiyo. Anh bị thương và cố nói với họ rằng có điều gì đó không hay xảy ra với L, và Hiyoko phải cứu L.

#### J Bradford
J cũng là em họ L. Anh cũng giống như K, định bắt cóc Hiyo và cũng bỏ đi. J sợ Kurou sau khi anh cố đánh nhau để bắt cóc Hiyo với Kurou, và sai đó bị hạ nhanh chóng.
Anh thích Hitomi vì cô ấy có vẻ ngoài đáng yêu, nhưng hơi e ngại vì tuổi của cô ấy. Mẹ của anh ấy cũng là một con người.

#### Komugi Taneda
Bạn của Hiyo từ khi cấp 2. Cô ấy có giác quan thứ 6 rất mạnh từ khi cả hai còn nhỏ (một đặc điểm có thể thừa hưởng từ mẹ cô). Khi Hiyoko trở lại thế giới loài người, cô lập tức nhận ra rằng Haine (đi cùng Hiyo) không phải là người.
Sau khi bắt cóc nhầm cô với Hiyoko, Gin kéo cô đến thế giới Quái vật thông qua lỗ thời gian của Konta, vì thế cô nhận ra rằng Hiyo là nửa Quái vật và không phải tất cả Quái vật đều độc ác.
Khi Hiyo và bạn bè đi nghỉ hè ở thế giới loài người và mời cô đi theo, Komugi và Hiyo bị mắc kẹt trong ngôi nhà do kết giới của Shou và Gin đã cứu cô. Cô thú nhận tình cảm của mình và nói với anh rằng cô không quan tâm dẫu anh có là Quái vật.

#### Maboroshidou Haine
Haine là Hội trưởng hội Học sinh trường Hyakki Academy. Anh là con Quạ cánh xám, được tin rằng đó là do anh là con lai với người. Ngoài ra, anh cũng có khả năng nấu nướng rất giỏi. Tính cách của anh trước khi quen Hiyo rất khô khan, nhưng sau khi quen cô, anh thay đổi hẳn.
Anh bắt cóc Hiyo trong chapter 28 vì cuộc thi săn kho báu. Anh cũng phát hiện ra Hiyo thật sự là con Quạ trắng huyền thoại.
Lúc đầu, Haine xuất hiện là một con quái vật phóng đãng. Nhưng sau này, anh đã giúp Hiyo về lại thế giới loài người khi cô giận Kurou, giúp cô và mẹ cô thoát khỏi một con quái vật kì lạ. Anh ấy yêu Hiyo và tự sắp xếp cuộc hôn nhân giữa họ với sự ủng hộ từ phía mẹ cô ấy trong khi Shou lại ủng hộ cô với Kurou. Vì thế cha cô ấy đã tuyên bố rằng Kurou đã đính hôn với Hiyo nên Haine chỉ đang phí công vô ích.
Mặc dù Chiya và Totoko bỏ anh đi đến SM Academy một thời gian, họ cũng quay trở về với anh. Có vẻ anh được cả hai người đó yêu mến rất nhiều.

#### Marilyn
Marilyn cũng có quyền lực giống Miyako, cô ấy có khả năng ăn các linh hồn. Cô có vị trí tương đương với một Night Priestess ở phương Tây. Cô chính là người biến Kurou thành Demon King. Cô nghĩ rằng cô có thể điều khiển anh và tạo ra một thế giới mới, nhưng cô cũng bị biến mất như những người khác. Khi Hiyo và Kurou tạo ra thế giới mới, cô sống lại. Marilyn trông giống như là một cô người hầu trong tộc Bradford Vampire nhưng thật ra có vẻ là lúc nào cô cũng mặc như thế hơn. Cô cũng thuộc nhóm những nhân vật nhỏ người nhưng lại có rất nhiều sức mạnh trong series truyện này!

#### Shuri Suzaku
Cô là lãnh dạo của trong thế giới Quái vật ở Trung Quốc, bạn của Hiyo khi cô ấy đến đó vì nhiệm vụ. Người thừa kế của gia đình Suzaku (gia đình Phượng hoàng). Cô giỏi cả chiến đấu lẫn học tập, một người đàn ông giữa những người đàn ông khác. Ngoài ra cô cũng có đôi cánh màu đỏ rất đẹp.

#### Wan
Anh là một đứa trẻ mồ côi không lai lịch được Shuri đưa về nhà, họ cùng lớn lên với nhau. Anh luôn tôn sùng và yêu thầm cô ấy. Không ai biết được anh là con Kì lân huyền thoại, vì thế dẫu cho anh luôn đối tốt với người khác nhưng chỉ Shuri và Hiyo tốt với anh cho tới khi họ biết được danh tánh thật của anh.

## Các tập chính
| Tập    | Thời gian phát hành / xuất bản |
| ------ | ------------------------------ |
| Tập 1  | tháng 12 2002                  |
| Tập 2  | tháng 4 2003                   |
| Tập 3  | tháng 8 2003                   |
| Tập 4  | tháng 12 2003                  |
| Tập 5  | tháng 4 2004                   |
| Tập 6  | tháng 8 2004                   |
| Tập 7  | tháng 12 2004                  |
| Tập 8  | tháng 3 2005                   |
| Tập 9  | tháng 7 2005                   |
| Tập 10 | tháng 12 2005                  |
| Tập 11 | tháng 4 2006                   |
| Tập 12 | tháng 5 2006                   |